# PowerShell
PowerShell is een objectgeoriënteerde shell- en scripttaal voor Microsoft Windows (Windows PowerShell) en andere platformen.

## Versies

### Versie 1.0

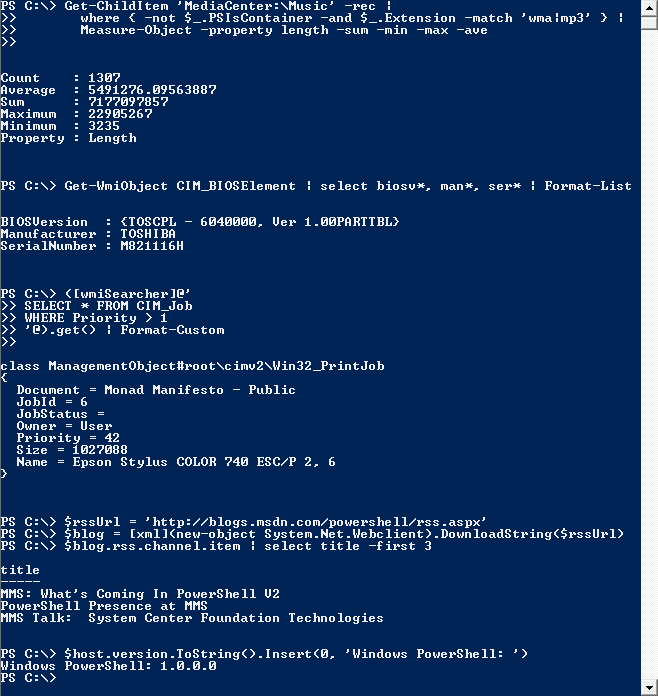
Schermafbeelding van PowerShell 1.0

Versie 1.0 werd uitgebracht in 2006 en is beschikbaar voor Windows XP Service Pack 2, Windows Server 2003, Windows Vista en zit als een optionele feature in Windows Server 2008.

### Versie 2.0
Versie 2.0 is geïntegreerd in Windows 7 en Windows Server 2008 R2. Het is beschikbaar als een aparte installatie voor Windows XP met Service Pack 3, Windows Server 2003 met Service Pack 2 en Windows Vista met Service Pack 1.

### Versie 3.0
Version 3.0 is geïntegreerd in Windows 8 en Windows Server 2012. Het is beschikbaar als een aparte installatie voor Windows 7 met Service Pack 1, voor Windows Server 2008 met Service Pack 1 en voor Windows Server 2008 R2 met Service Pack 1.
Windows Powershell 3.0 maakt deel uit van een groter pakket: Windows Management Framework 3.0.

### Versie 4.0
Version 4.0 is geïntegreerd in Windows 8.1 en Windows Server 2012 R2.
Windows Powershell 4.0 maakt deel uit van een groter pakket: Windows Management Framework 4.0.

### Versie 5.0
Version 5.0 is geïntegreerd in Windows 10 en Windows Server 2016. Is sinds februari 2016 als aparte download beschikbaar voor Windows 7 Service Pack 1, Windows 8.1, Windows Server 2008 R2 SP1, Windows Server 2012 en Windows Server 2012 R2.
Windows Powershell 5.0 maakt deel uit van een groter pakket: Windows Management Framework 5.0.

### Versie 5.1
Version 5.1 is geïntegreerd in Windows 10 Build 14393 en Windows Server 2016. Is sinds februari 2017 als aparte download beschikbaar voor Windows 8.1, Windows Server 2008 R2 SP1, Windows Server 2012 en Windows Server 2012 R2.

### Versie 6.0
Versie 6.0 is open source en draait op Windows, Linux en MacOS. Deze versie is sinds februari 2016 als aparte download beschikbaar.

## Bestandsextensies
- PS1 – Windows PowerShell shell script
- PSD1 - PowerShell Data file
- PSM1 - PowerShell module file
- PS1XML - PowerShell format & type definitions (out - scope)
- CLIXML - PowerShell serialized data
- PSC1 - PowerShell console file
- PSSC - PowerShell session configuration file